# Costretti a sanguinare
Costretti a sanguinare è un romanzo di Marco Philopat, pubblicato nel 1997 da Shake edizioni.
Il romanzo che ospita diverse storie, raccontate con crudo realismo da un ragazzo che ha aderito al movimento punk italiano. Si può definire come un diario di un ventenne animato di passioni e aspettative, sostenitore della filosofia “do it yourself” e del “no future”. Cresciuto nella Milano hardcore dei primi anni ottanta, ha contribuito a far conoscere questo movimento in tutta Europa. Il protagonista sfrutta la propria memoria individuale per offrire un'immagine autentica della cultura punk sia in termini biografici sia storiografici.
Elemento caratterizzante del romanzo è uno stile narrativo privo di pause ortografiche e punteggiatura, che rende la lettura dinamica e graffiante. Le frasi sono brevi, spezzettate e danno l'idea di un autentico flusso di coscienza. La scrittura febbrile e, allo stesso tempo, lucida rende omaggio allo stile usato nelle "punkzine".

## Trama
Tra la fine degli anni settanta e gli inizi degli anni ottanta, in Italia si diffonde un movimento che si ispira al punk inglese. All'interno di questo fenomeno da subito screditato dalla stampa, dalla politica, e dall'opinione pubblica spicca la figura di Marco Philopat, un giovane ventenne che nel 1977 aderisce al movimento, rappresentandone uno dei maggiori esponenti.
Il primo capitolo del libro, per esempio, mette in risalto i tratti distintivi che deve possedere un vero punk. Vengono fornite informazioni che vanno dai metodi per "farsi i capelli dritti come spilli", ai viaggi a Londra e i soggiorni allucinanti in appartamenti occupati abusivamente. Aggiungiamo la musica, suonare in una band, l'occupazione e l'autogestione del famoso Virus di via Correggio 18, uno dei primi centri sociali in Italia. Questo stabile, occupato da Philopat e altri attivisti, grazie alla cooperazione di centinaia di giovani diventa un punto di riferimento del punk europeo, un luogo di aggregazione dove si tengono concerti, si fabbrica materiale da diffondere e si sperimenta uno stile di vita “non allineato”.